# Onthophagus kouassii
Onthophagus kouassii là một loài bọ cánh cứng trong họ Bọ hung (Scarabaeidae).